# Trigonometria esférica

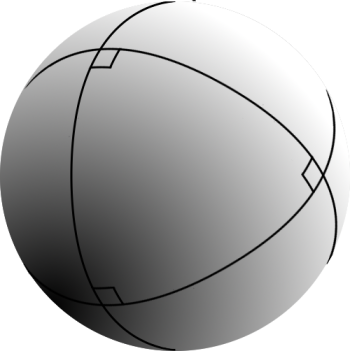
Triângulo esférico tri-retângulo (seus ângulos somam 270°).

Em matemática, a trigonometria esférica estuda as propriedades geométricas dos triângulos esféricos, em especial as relações que envolvem ângulos esféricos e arcos esféricos. É a área da geometria esférica que estuda os polígonos que se formam sobre a superfície das esferas, em especial, os triângulos. O estudo de trigonometria esférica tem especial relevância em náutica e navegação para determinar a posição de uma embarcação em alto-mar mediante a observação dos corpos celestes além de emprego na área ‘’design’’ de bola esportivas.

## A esfera
Uma esfera E, de centro no ponto (a,b,c) e raio k, é domínio de R³ definido por todos pontos no espaço tridimensional que cumprem com a seguinte definição:
{\displaystyle E=\{\ (x,y,z)\in \mathbb {R} ^{3}\ |\ (x-a)^{2}+(y-b)^{2}+(z-c)^{2}=k^{2}\}.}

### Círculo máximo

Distância ortodromia entre dois pontos ao largo de um círculo máximo sobre a superfície de uma esfera.

A intersecção de uma esfera com um plano que contenha seu centro gera um círculo máximo e uma circunferência máxima sobre a superfície da esfera. Um círculo máximo divide a esfera em dois hemisférios iguais. A distância entre dois pontos da superfície da esfera, unidos por um arco de círculo máximo, é a menor entre eles, e denomina-se distancia ortodrômica. Como exemplos de círculos máximos, temos na superfície terrestre os meridianos e a linha do equador.

### Volume e superfície das esferas
O volume de uma esfera é o volume de revolução produzida por um semi círculo que gira ao redor do diâmetro. Segundo esta definição, se o seu raio é r, seu volume será:
{\displaystyle V={\frac {4}{3}}\pi r^{3}.}
A superfície é a superfície lateral de um corpo de revolução e será dada por:
{\displaystyle A=4\pi r^{2}.}

### Domínio sobre a superfície esférica
Um domínio de superfície esférica é uma área sobre a superfície da esfera, limitado pela curvas dessa superfície.

## Triângulo esférico

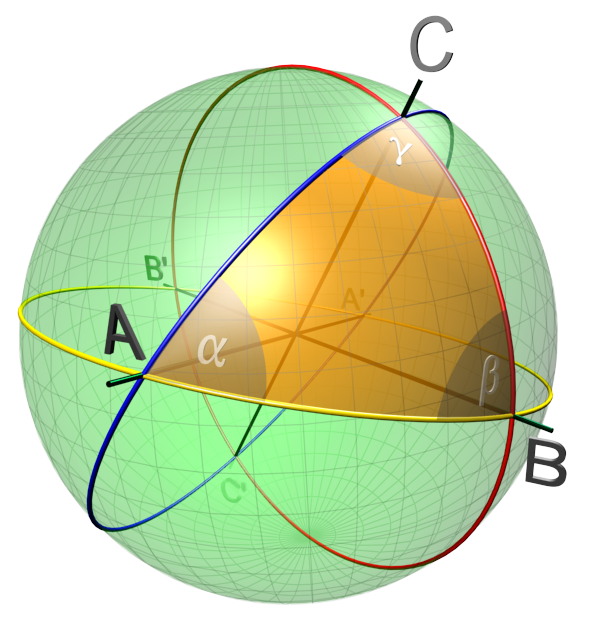
Triângulo esférico.

Se três pontos da superfície esférica são unidos por arcos de círculo máximo, menores que 180º, a figura obtida denomina-se triângulo esférico. Os lados do polígono assim formado se expressam por conveniência como ângulos cujos vértices são o centro da esfera e não por sua longitude. Este arco medido em radianos e multiplicado pelo raio da esfera é a longitude do arco. Em um triângulo esférico os ângulos cumprem que: 180° < {\displaystyle \alpha } + {\displaystyle \beta } + {\displaystyle \gamma } < 540°.

### Fórmulas fundamentais
- {\displaystyle \alpha :} ângulo formado entre os arcos AC e AB
- {\displaystyle \beta :} ângulo formado entre os arcos AB e BC
- {\displaystyle \gamma :} ângulo formado entre os arcos AC e BC

#### Fórmula docosseno
{\displaystyle \cos CB=\cos AC\;\cos AB+{\rm {sen}}AC\;{\rm {sen}}AB\;\cos \alpha }

#### Fórmula do seno
{\displaystyle {\frac {{\rm {sen}}CB}{{\rm {sen}}\alpha }}={\frac {{\rm {sen}}AC}{{\rm {sen}}\beta }}={\frac {{\rm {sen}}AB}{{\rm {sen}}\gamma }}}
Os senos dos lados são proporcionais a os senos dos ângulos opostos.

#### Fórmula da cotangente
A fórmula da cotangente também se denomina fórmula de elementos consecutivos. Ver na figura os seguintes elementos consecutivos:
ângulo {\displaystyle \alpha ;} lado {\displaystyle AB;} ângulo {\displaystyle \beta ;} lado {\displaystyle BC.}
{\displaystyle \cos \beta \cos AB=-{\rm {sen}}\beta \cot \alpha \!+{\rm {sen}}AB\cot CB}
Cosseno dos elementos centrais é igual a: menos seno do ângulo médio pela cotangente do outro ângulo.

#### Fórmula de Bessel
Das fórmulas dos cossenos, obtendo a seção posterior, pode-se obter de imediato um conjunto de várias fórmulas conhecidas como "relações de seno por cosseno" ou também denominadas Fórmulas de Bessel, especialmente a terceira fórmula de Bessel. Foram deduzidas pela primeira vez pelo matemático Friedrich Wilhelm Bessel.
{\displaystyle \cos(a/k)=\cos(b/k)\cdot \cos(c/k)+\mathrm {sen} \,(b/k)\cdot \mathrm {sen} \,(c/k)\cdot \cos(A)}
{\displaystyle \cos(b/k)=\cos(c/k)\cdot \cos(a/k)+\mathrm {sen} \,(c/k)\cdot \mathrm {sen} \,(a/k)\cdot \cos(B)}
{\displaystyle \cos(c/k)=\cos(a/k)\cdot \cos(b/k)+\mathrm {sen} \,(a/k)\cdot \mathrm {sen} \,(b/k)\cdot \cos(C)}
O conjunto das fórmulas de Bessel pode descrever para a esfera de raio unitário, isto é, a esfera trigonométrica, da forma:
- {\displaystyle \mathrm {sen} \,c\cdot \cos B=\cos b\cdot \mathrm {sen} \,a-\cos a\cdot \mathrm {sen} \,b\cdot \cos C}
- {\displaystyle \mathrm {sen} \,c\cdot \cos A=\cos a\cdot \mathrm {sen} \,b-\cos b\cdot \mathrm {sen} \,a\cdot \cos C}
- {\displaystyle \mathrm {sen} \,b\cdot \cos A=\cos a\cdot \mathrm {sen} \,c-\cos c\cdot \mathrm {sen} \,a\cdot \cos B}
- {\displaystyle \mathrm {sen} \,b\cdot \cos C=\cos c\cdot \mathrm {sen} \,a-\cos a\cdot \mathrm {sen} \,c\cdot \cos B}
- {\displaystyle \mathrm {sen} \,a\cdot \cos B=\cos b\cdot \mathrm {sen} \,c-\cos c\cdot \mathrm {sen} \,b\cdot \cos A}
- {\displaystyle \mathrm {sen} \,a\cdot \cos C=\cos c\cdot \mathrm {sen} \,b-\cos b\cdot \mathrm {sen} \,c\cdot \cos A}

#### Matrizes das fórmulas de um triângulo esférico
O conjunto das fórmulas do seno, do cosseno (conhecido por alguns como segunda e primeira fórmula de Bessel), e a tercei fórmula de Bessel, podem ser expressas da seguinte forma matricial:
{\displaystyle {\begin{vmatrix}\cos(a)\\\mathrm {sen} \,(a)\mathrm {sen} \,(B)\\\mathrm {sen} \,(a)\cos(B)\end{vmatrix}}={\begin{vmatrix}\cos(c)&0&\mathrm {sen} \,(c)\\0&1&0\\\mathrm {sen} \,(c)&0&-cos(c)\end{vmatrix}}.{\begin{vmatrix}\cos(b)\\\mathrm {sen} \,(b)\mathrm {sen} \,(A)\\\mathrm {sen} \,(b)\cos(A)\end{vmatrix}}}
sendo a, b y c os lados; y A, B y C os ângulos do triângulo esférico.

#### Triângulo esférico retângulo
O triângulo esférico com pelo menos um ângulo reto se denomina triângulo retângulo. Em um triângulo esférico seus três ângulos podem ser retos, em cujo caso, a soma é 270°. Em todos os outros casos essa soma excede os 180° e a esse excesso se denomina excesso esférico; se expressa pela fórmula: E: E = {\displaystyle \alpha }+{\displaystyle \beta }+{\displaystyle \gamma } - 180°.
Qualquer triângulo esférico pode descompor-se em dois triângulos esféricos retângulos.

## Pentágono de Napier

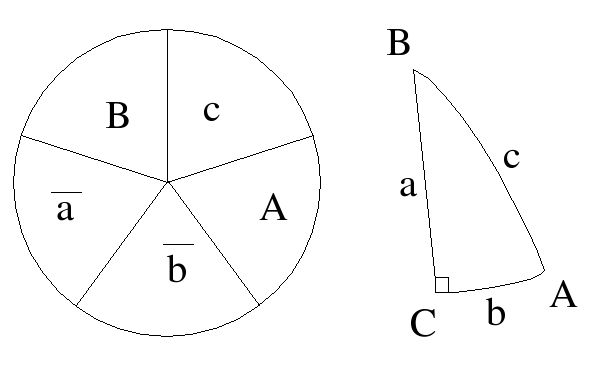
Pentágono de Napier.

O pentágono de Napier é uma regra mnemónica para resolver triângulos esféricos retângulos; tem esse nome em memória do cientista inglês John Napier, e se constrói da seguinte forma:
Coloca-se em cada setor circular: cateto - ângulo - cateto - ângulo - cateto, consecutivamente, tal como aparecem ordenados no triângulo, exceto o ângulo reto C.
Se assinalam os ângulos B, A, e a hipotenusa c por seus complementares:
B por (90° - B)
A por (90° - A)
c por (90° - c)
Estabelecem-se as seguintes regras:
- O seno de um elemento é igual o produto das tangentes dos elementos adjacentes:
seno(a) = tg(b) tg(90° - B), ou seu equivalente: seno(a) = tg(b) ctg(B)
- O seno de um elemento é igual ao produto dos cossenos dos elementos opostos:
seno(a) = cosseno(90° - A) cosseno(90° - c), ou seu equivalente: seno(a) = seno(A) seno(c)